# Devilian
Devilian è stato un massive multiplayer online game action RPG (MMORPG) fantasy sviluppato dalla BlueHole Ginno Games e distribuito da Trion Worlds. È stato rilasciato su Steam il 10 dicembre 2015. Era un free-to-play seguente lo stile di Diablo o Torchlight.

## Modalità di gioco
Il mondo di gioco è suddiviso tra un regno divino, uno demoniaco e Nala, la terra neutrale che vi sta in mezzo e dove sono ambientate la maggior parte delle vicende. Il giocatore si troverà nel mezzo di una guerra tra esseri divini per la supremazia e il controllo del creato.
Esistono 4 classi:
- Berserker
- Evoker
- Shadowhunter
- Cannoneer

Le classi hanno un sesso predefinito e non è possibile cambiarlo, in compenso il giocatore può personalizzarlo con una scelta piuttosto ridotta di articoli cosmetici.

### Modi di gioco
Il gioco si divide in tre "sottogiochi":
- Rilascia il demone, che consiste nel crescere il personaggio metà umano e metà demone.
- Stile di combattimento Action RPG
- Battaglie PvP massive, consiste in battaglia PvP 20v20

## La fine del gioco
Il 19 gennaio il team di sviluppo ha annunciato la fine dello sviluppo di Devilian il 5 marzo 2018, causa pochi giocatori.